# Строєшть (Арджеш)
Строєшть, Строєшті (рум. Stroești) — село у повіті Арджеш в Румунії. Входить до складу комуни Мушетешть.
Село розташоване на відстані 127 км на північний захід від Бухареста, 29 км на північ від Пітешть, 117 км на північний схід від Крайови, 86 км на південний захід від Брашова.

## Населення
За даними перепису населення 2002 року у селі проживали 1164 особи, усі — румуни. Усі жителі села рідною мовою назвали румунську.